# باردلنگ
باردلنگ، جوسیخ (نام علمی: Ebenus) نام یک سرده از زیرخانواده باقالی‌ها است.